# Charlotte Cosson & Emmanuelle Luciani
 (juillet 2022).
L'article doit être relu — et modifié si nécessaire — par des contributeurs indépendants pour apporter un regard critique aux contributions effectuées en violation des conditions d'utilisation de Wikipédia, tant sur la forme (notamment concernant le style encyclopédique, la proportionnalité) que sur le fond (la neutralité de point de vue, la qualité et l'indépendance des sources).

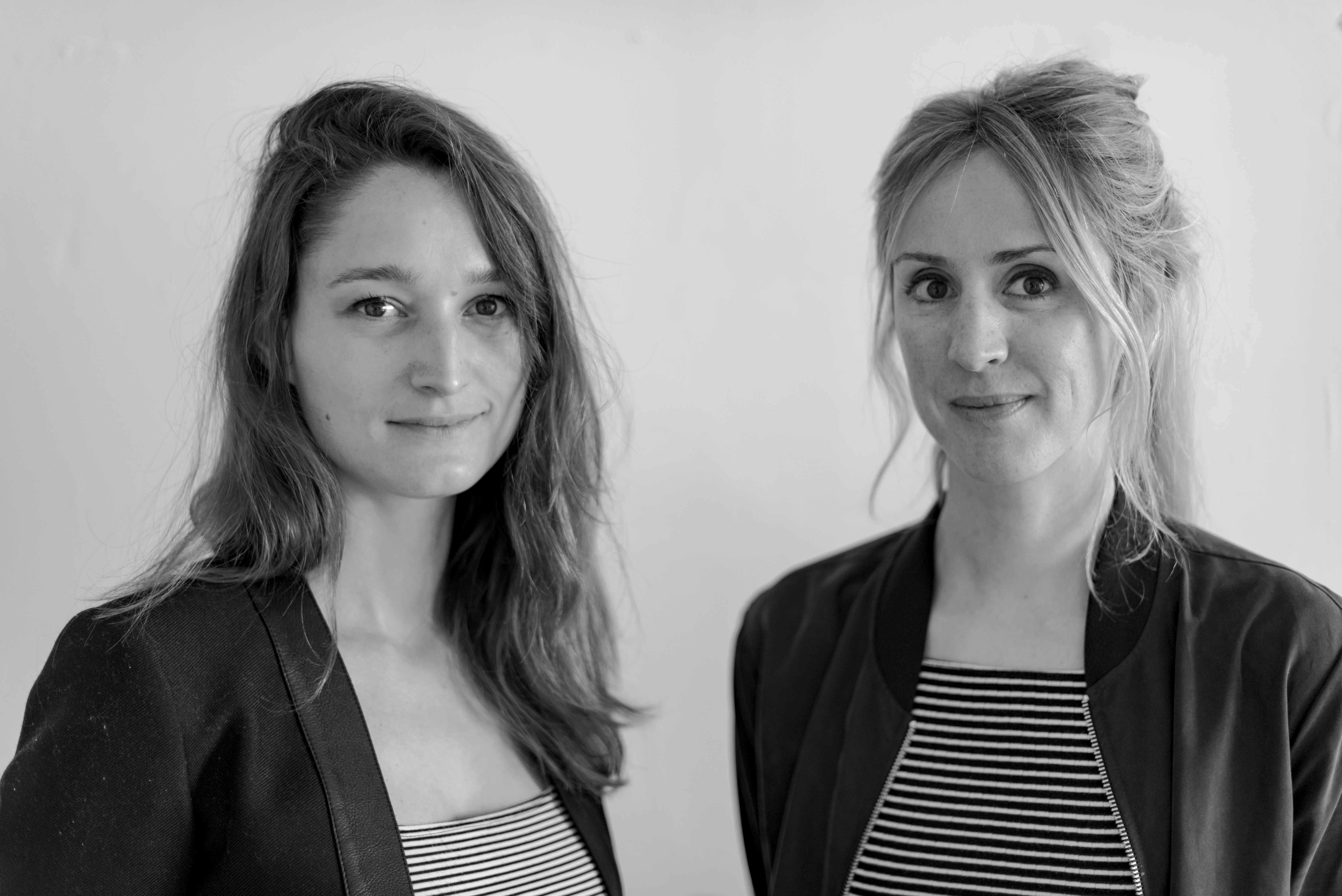
Charlotte Cosson & Emmanuelle Luciani, 2019.

Charlotte Cosson et Emmanuelle Luciani sont des commissaires d'exposition, historiennes de l'art et critiques d'art françaises, spécialisées dans l'art contemporain. Elles ont travaillé ensemble et cosigné leurs expositions et textes de 2012 à 2019. Elles ont été les rédactrices en chef de la revue CODE South Way de 2014 à 2019.

## Formation
Charlotte Cosson a suivi ses études d'Histoire de l'art à Paris-IV Sorbonne jusqu'en thèse sous la direction d'Arnauld Pierre et Michel Gautier. Elle a réalisé sa première année de doctorat en histoire de l'art à CUNY The Graduate Center sous la direction de Claire Bishop (en).
Emmanuelle Luciani possède un master II d'Histoire de l'art qu'elle a conjointement obtenu à l'université d'Aix-Marseille et à l'universita di Roma III. Elle a également obtenu un master II en droit à l'université d'Aix-Marseille sous la direction de Norbert Rouland.

## Commissariat d'expositions
Elles s'associent en 2012 autour de la question des œuvres qui ne tombent pas dans la catégorie de la postmodernité. 
Leur première exposition d'ampleur a eu lieu au MAMO — centre d'art fondé par Ora-ïto sur le toit de la Cité radieuse de Le Corbusier. Elles y ont organisé « Oracular / Vernacular » en 2013 et « COOL – As a State of Mind » en 2014 avec, notamment, les artistes Sterling Ruby, Urs Fischer ou Mike Kelley. 
En 2014, elles fondent le lieu PARADISE / A Space for Screen addiction chez Leclere Maison de Ventes. Elles y font dialoguer des vidéos de Pierre Huyghe, Camille Henrot, Harun Farocki ou encore Jason Rhoades avec de jeunes vidéastes dans les expositions « Post-Internet ? », « Speculative materialism Oo Oo », « Post-human/post-humanism » et « Animism/Shamanism : diving into Gaïa’s Spirit ». 
En 2016, elles développent leur théorie de lire les possibles futures de la société occidentale dans les œuvres contemporaines dans leur exposition « From Transhuman to South Perspectives » chez Rowing project à Londres. 
En 2017, elles sont invitées par Nicolas Bourriaud à exposer leurs recherches sur les formes populaires, rurales et rustiques dans l'art contemporain dans "Pre-capital" à la Panacée. Elles organisent également chez Truth & Consequences à Genève « Domestic, Like a Pre-Raphaelite Brotherhood» où elles présentent une œuvre historique de l'artiste Betty Woodman.
En 2018, Charlotte Cosson et Emmanuelle Luciani sont les commissaires d'exposition de l'exposition estivale principale de Marseille-Provence 2018, « Korakrit Arunanondchai », au J1 où elles invitent par ailleurs l'artiste transgenre Boychild à se produire avec lui pour sa première prestations en France (de 3h). Elles exposent également dans des ateliers de productions populaires de café ou de céramique comme au Café Luciani ou dans des poteries d'Aubagne afin d'apporter la création contemporaine à des publics nouveaux qui ne visitent habituellement pas les musées. 
En janvier 2018, Emmanuelle Luciani fonde Southway Studio, formalisant son activité de commissaire d'exposition à travers cette structure, plateforme de curation, de production et de résidence artistique, implantée à Marseille. Les expositions qui en découlent sont liées au renouveau de références décoratives et historiques dans l'art contemporain. 
La même année, Charlotte Cosson et Emmanuelle Luciani sont nommées au prix AICA France de la critique d'art et Southway Studio au prix de la fondation d'entreprise Ricard. 
En 2019, elles ont été invitées à organiser une scénographie en dialogue avec la collection Pierre Bergé au musée Estrine de Saint-Rémy-de-Provence.
Au MRAC Sérignan et à l'abbaye Sainte-Marie de Fontfroide, elles présentent « Les Chemins du Sud », où elles retracent une histoire de l'art du sud depuis la Révolution Française jusqu'à nos jours avec des prêts d’œuvres du musée d'Orsay, du musée des Arts décoratifs et de nouvelles productions contemporaines qu'elles ont supervisées. On y retrouve Odilon Redon, William Morris, Betty Woodman ou encore Robert Kushner.

## Théorie
Charlotte Cosson & Emmanuelle Luciani ont été les rédactrices en chef de la revue spécialisée CODE South Way où elles ont publié leurs textes théoriques. Depuis 2012, elles développent à partir de leur définition de « l'art comme cristallisation formelle de changements sociétaux » une théorie qu'elles nomment « oracular / vernacular » : le besoin de s'ancrer dans l'Histoire pour pouvoir à nouveau regarder vers l'avenir. Elles ont notamment débattu publiquement de cette question avec les philosophes et historiens Bernard Stiegler, Nicolas Bourriaud, Claudine Cohen, Chloé Maillet dans leur cycle oracular/vernacular, avec Marcel Gauchet ainsi qu'avec l'artiste Noël Dolla. 
Elles sont aujourd'hui chargées de cours en master à Sciences-Po Aix après l'avoir été à la Fondation Vincent Van Gogh, Arles. 